# Amica complanatio
Amica complanatio (łac. porozumienie przyjacielskie) – ugoda, zawarta w 1678 w Lesznie między przedstawicielami polskich luteranów i kalwinistów; ustalała współpracę Kościołów, wspólne użytkowanie świątyń i organizowanie wspólnych synodów. Była spóźnioną i mało skuteczną próbą konsolidacji polskich protestantów wobec zagrożenia ze strony rzymsko-katolickiej kontrreformacji.